# Orphulella decisa
Orphulella decisa är en insektsart som först beskrevs av Walker, F. 1870.  Orphulella decisa ingår i släktet Orphulella och familjen gräshoppor. Inga underarter finns listade i Catalogue of Life.